# Pico El Gavilán
El Pico El Gavilán (8°51′02″N 71°48′02″O / 8.850556, -71.800619) es una formación de montaña ubicado entre las localidades de Timotes y Apartaderos en el páramo de Mucuchíes de la Sierra Nevada de Mérida, Venezuela. A una altitud de 4.200 m s. n. m. el Pico Gavilán es una de las montañas más altas de Venezuela. El Pico El Gavilán es conocido como Picacho El Gavilán, aunque el verdadero Picacho El Gavilán es un pico al este del Pico El Gavilán, aproximadamente 200 m s. n. m. más bajos que la cumbre del Pico El Gavilán.

## Ascenso
El Pico El Gavilán está en el lado opuesto del Pico El Águila en el troncal 7. La cumbre se alcanza con más facilidad por su cara este. Se consigue siguiendo un camino de tierra que conduce a la Laguna de los Guaches al nivel del Collado del Cóndor. Hay una pequeña cruz de metal en la cumbre.

## Flora
La vegetación sobre los alrededores del Pico El Gavilán cambia abruptamente con la altura. Ella está casi ausente sobre los 4000 m s. n. m., que es la cumbre del Pico. El área de la parte alta del Pico El Gavilán, por debajo de los 4000 m s. n. m., se caracteriza por una vegetación de páramo andino. Ella está predominantemente integrada por especies herbáceas y arbustos, ambas leñosas perennes, es decir, cuyas formas de vida tienden a ser siempreverdes. Predominan los rosetales, predonimantemente los frailejones y cactáceas de los géneros Ferocactus que forman cojines compactos con espinas achatadas a los que se refieren frecuentemente como «plantas en cojín».
A altitudes intermedias, la vegetación consiste en mayormente las gramíneas que suelen cubrir entre 40 y 80% de los suelso. Las zonas más bajas, hacia la base del Pico El Gavián, los senderos que conducen a su base y las lagunas que lo rodean se caracteriza por una vegetación que es mezcla de rosetales y pajonales en estrecha relación con Pastizales y matorrales templados clásicos del páramo andino. Estos se ven perturbados principalmente por la herbivoría, así como también a la ocasional intervención del humano en su tareas agrícolas y por el turismo frecuente en cercana asociación a la Carretera Trasandina y el vecino Collado del Cóndor.

## Historia
Es posible que Simón Bolívar y su ejército transitaron por esta región en 1813 durante la Campaña Admirable y luego en 1819 en el estratégico paso de los Andes en 1819.
En 1925 el escultor colombiano Marcos León Mariño erigió el monumento que conmemora la marcha del ejército libertador por la zona,  localizado entre el Cerro El Balcón y el Pico El Gavilán. En una de las placas que tiene el monumento puede leerse:

"Por aquí bajó el aliento de la guerra cruzando selvas y trepando cerros, pasó la libertad"